# Camilla Läckberg

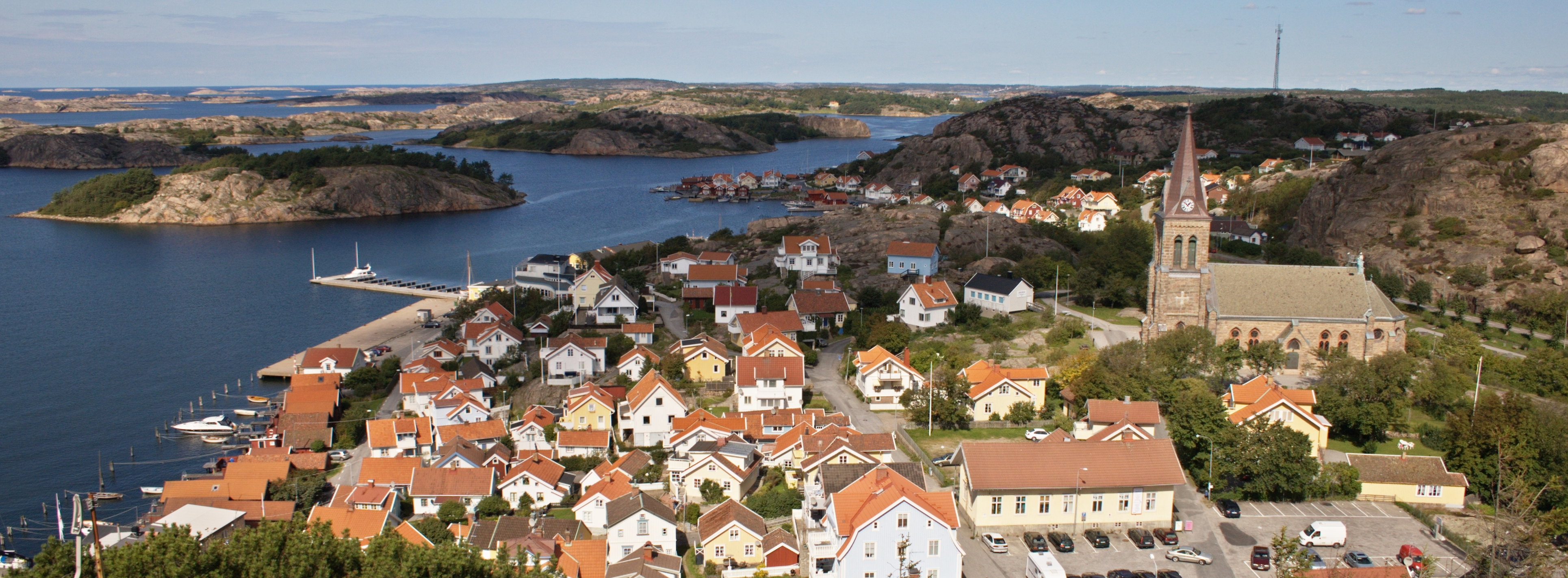
Fjällbacka – kiedyś osada rybacka, obecnie miasteczko turystyczne

Camilla Läckberg, właśc. Jean Edith Läckberg (ur. 30 sierpnia 1974 w Fjällbace) – szwedzka autorka powieści kryminalnych, z wykształcenia ekonomistka.

## Życiorys
Urodziła się i dorastała w miasteczku Fjällbacka, położonym na zachodnim wybrzeżu Szwecji, niegdyś osadzie rybackiej, obecnie miejscowości turystyczno-urlopowej. Choć już jako dziewczynka zajmowała się pisaniem opowiadań „kryminalnych”, nie podjęła jednak studiów w dziedzinie nauk humanistycznych. Została absolwentką Szkoły Ekonomii i Prawa Handlowego przy Uniwersytecie w Göteborgu.
Po studiach przeniosła się do Sztokholmu, gdzie przez kilka lat pracowała jako ekonomistka, dyrektorka marketingu i product manager. Nie przestała jednak myśleć o pisarstwie i w rezultacie mąż, matka i brat sfinansowali jej – w prezencie gwiazdkowym – kurs pisania kryminałów, zorganizowany przez stowarzyszenie pisarzy Ordfront. Właśnie wtedy zaczęła pisać opowiadanie, które przekształciło się w jej debiutancką powieść Księżniczka z lodu. Podczas kursu jej opiekun literacki zasugerował, żeby fabułę opowieści umieściła w miejscu, które dobrze zna. W ten sposób Fjällbacka trafiła na strony jej pierwszej książki, a potem kolejnych.
Kryminalne powieści Läckberg osiągają czołowe miejsca na listach bestsellerów w Szwecji. W swoim kraju pisarka sprzedała ponad milion egzemplarzy (2007). Jej książki zostały przetłumaczone na kilkanaście języków i również poza Szwecją cieszą się powodzeniem. Ich przewodnimi bohaterami są pisarka Erika Falck i policjant, a z czasem mąż Eriki – Patrik Hedström. Pierwsze cztery tytuły zostały sfilmowane przez szwedzką telewizję, SVT.
Głównym hobby pisarki jest gotowanie. Napisała książkę kucharską pt. Smaki z Fjällbacki (Smaker från Fjällbacka).
Wiosną 2012 brała udział w siódmej edycji programu TV4 Let’s Dance. Jej partnerem tanecznym był Kristjan Lootus, z którym odpadła w ósmym odcinku, zajmując 4. miejsce.
Wspólnie z Christiną Salibą prowadzi fundusz venture capital "Invest in Her", wspierający firmy prowadzone przez kobiety lub oferujące produkty i usługi, które ułatwiają kobietom życie.
Uznawana za jedną z najważniejszych szwedzkich feministek.

### Rodzina
Z pierwszego małżeństwa z Mikaelem Erikssonem ma dwoje dzieci, Willego (urodził się dzień po podpisaniu kontraktu z wydawcą Księżniczki z lodu) i Meję. W 2010 ponownie wyszła za mąż, poślubiła funkcjonariusza policji Martina Melina, z którym współpracowała od 2005. Mają syna Charliego (ur. 2009). Po rozwodzie z Melinem (2013) związała się z młodszym o 13 lat Simonem Sköldem, modelem, wielokrotnym mistrzem Szwecji w karate i zawodnikiem MMA. W sierpniu 2016 urodziła się im córka, Polly. Ślub wzięli w 2017.

## Twórczość
| Tytuł i rok wydania w Szwecji  | Tytuł i rok wydania w Polsce         | Informacje                                                        |
| ------------------------------ | ------------------------------------ | ----------------------------------------------------------------- |
| Isprinsessan (2003)            | Księżniczka z lodu (2009)            | Saga o Fjällbace z P. Hedströmem i E. Falck                       |
| Predikanten (2004)             | Kaznodzieja (2010)                   | Saga o Fjällbace z P. Hedströmem i E. Falck                       |
| Stenhuggaren (2005)            | Kamieniarz (2010)                    | Saga o Fjällbace z P. Hedströmem i E. Falck                       |
| Olycksfågeln (2006)            | Ofiara losu (2010)                   | Saga o Fjällbace z P. Hedströmem i E. Falck                       |
| Snöstorm och mandeldoft (2006) | Zamieć śnieżna i woń migdałów (2012) | Nowela z M. Molinem, policjantem z sagi o Fjällbace               |
| Tyskungen (2007)               | Niemiecki bękart (2011)              | Saga o Fjällbace z P. Hedströmem i E. Falck                       |
| Sjöjungfrun (2008)             | Syrenka (2011)                       | Saga o Fjällbace z P. Hedströmem i E. Falck                       |
| Smaker från Fjällbacka (2008)  | Smaki z Fjällbacki (2012)            | Książka kucharska napisana wspólnie z Christianem Hellbergiem     |
| Fyrvaktaren (2009)             | Latarnik (2011)                      | Saga o Fjällbace z P. Hedströmem i E. Falck                       |
| Änglamakerskan (2011)          | Fabrykantka aniołków (2012)          | Saga o Fjällbace z P. Hedströmem i E. Falck                       |
| Fest, mat och kärlek (2011)    | Biesiada, jedzenie i miłość          | Książka kucharska napisana wspólnie z Christianem Hellbergiem     |
| Super-Charlie (2011)           | Super-Charlie (2012)                 | Bajka dla dzieci o Super Charliem, ilustrowana przez Millis Sarri |
| Lejontämjaren (2014)           | Pogromca lwów (2015)                 | Saga o Fjällbace z P. Hedströmem i E. Falck                       |
| Häxan (2017)                   | Czarownica (2017)                    | Saga o Fjällbace z P. Hedströmem i E. Falck                       |
| En bur av guld (2019)          | Złota klatka (2019)                  | Thriller psychologiczny o losach Faye                             |
| Vingar av silver (2020)        | Srebrne skrzydła (wrzesień 2020)     | Thriller psychologiczny o losach Faye                             |
| Box (2021)                     | Mentalista (2022)                    | Trylogia kryminalna napisana wspólnie z Henrikem Fexeusem         |
| Gökungen (2022)                | Kukułcze jajo (2023)                 | Saga o Fjällbace z P. Hedströmem i E. Falck                       |
| Kult (2022)                    | Kult (2023) ISBN 978-83-8143-870-4   | Druga część trylogii autorskiego duetu Läckberg & Fexeus          |
| Mirage (2023)                  | premiera w Polsce w czerwcu 2024     | Trzecia część trylogii autorskiego duetu Läckberg & Fexeus        |
| Drömmar av brons (2024)        | premiera w Polsce w listopadzie 2024 | Trzecia część cyklu thrillera psychologicznego o losach Faye      |

## Nagrody
- 2005 Nagroda SKTF–  Pisarz roku
- 2006 Nagroda publiczności
- 2010 – 7. miejsce w rankingu najlepiej sprzedających się książek w Europie[10]
- 2011 – 6. miejsce w rankingu najlepiej sprzedających się książek w Europie[11]
- 2012 – Kobieta Roku magazynu Expressen[12]
- 2013 – Nominacja do Petrona Award na festiwalu kryminału w Bristolu[13]
- 2019 – Najlepiej sprzedająca się szwedzka książka (Złota klatka)[14]
- 2021 – Nextora E-Book Award w kategorii fikcja za książkę Srebrne skrzydła[15]